# Station Kranenburg
Station Kranenburg is een treinstation in de Duitse plaats Kranenburg. Het station ligt aan de lijn Keulen - Kranenburg. Het was ook het Duitse grensstation richting Nijmegen.
De spoorlijn Nijmegen - Kleve, die het station aandeed, is in 1991 buiten gebruik gesteld. Een gedeelte van deze spoorlijn is nabij het station Kleve compleet verwijderd. Het stationsgebouw uit 1911 herbergt nu 'Cafehaus Niederrhein' en een voorlichtingscentrum van een vereniging voor natuurbescherming (NABU) en de gemeente Kranenburg. Het oude seinhuis bij het station is in 2007 afgebroken.

## Draisines
De spoorlijn wordt sinds april 2008 bereden als toeristische attractie met draisines, spoorfietsen die tien tot twaalf personen kunnen vervoeren. Men kan met een kleine groep mensen met een draisine van Kranenburg naar Kleef fietsen en/of terug. Een traject in de andere richting voert per draisine over de stilgelegde rails naar Groesbeek en/of terug.

## Afbeeldingen

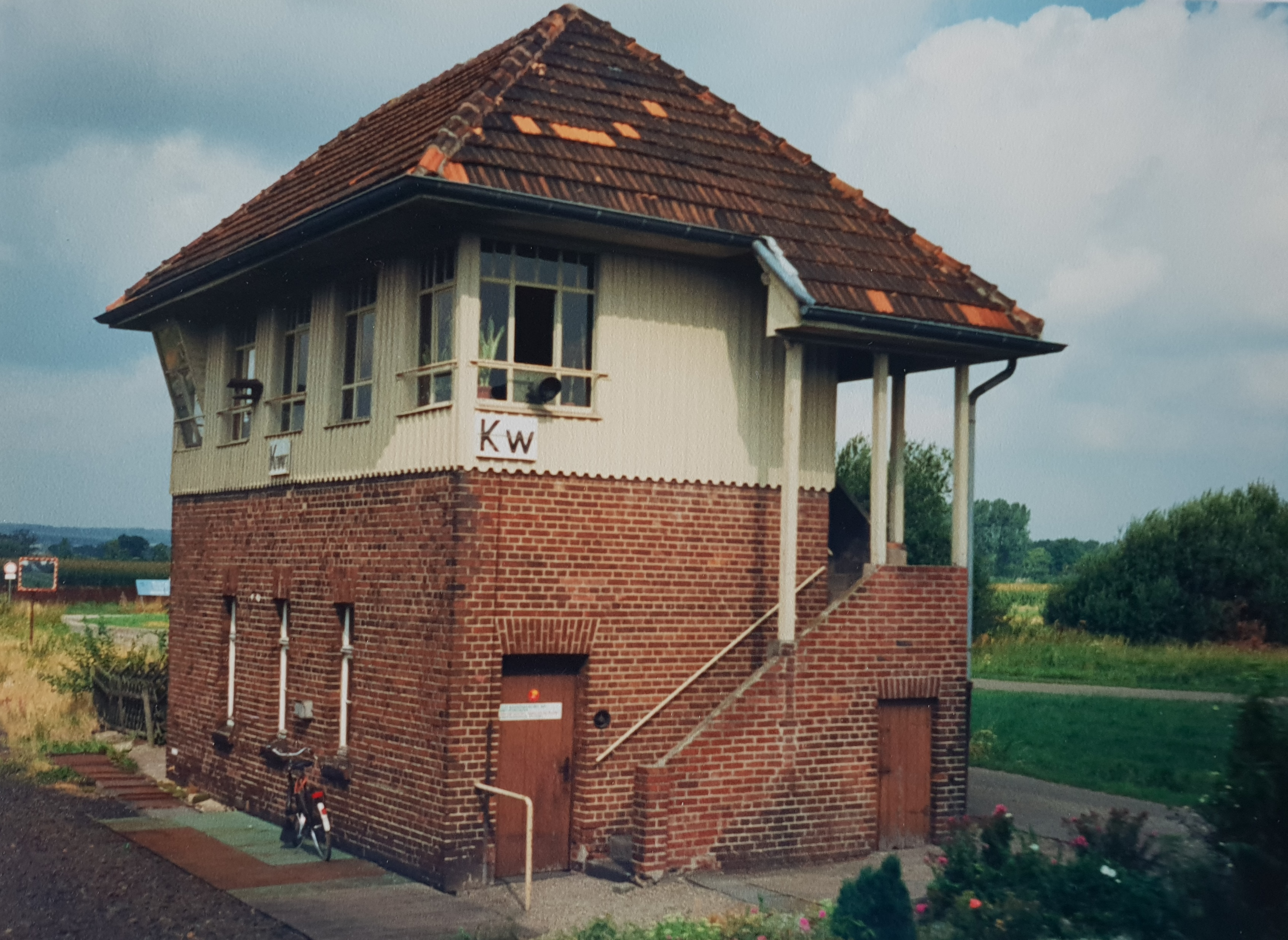
Seinhuis in Kranenburg in 1989